# Los idiotas
Los idiotas (Idioterne, en danés) es una película dirigida por Lars von Trier en 1998, conocida por ser la segunda película del manifiesto cinematográfico Dogma 95. Es la segunda parte de la trilogía Corazón dorado, la que también se compone de Breaking the Waves y Dancer in the Dark.
La película muestra las grandes distancias que pretenden establecer Lars von Trier y sus compañeros con respecto a los objetivos del cine. En esta película, la improvisación no solo es fundamental para el trabajo de los actores (ya que no existen guiones previos o ensayos, ni siquiera tiempos o lugares acondicionados para las locaciones), sino que además para el trabajo de montaje, que está prohibido con posterioridad y debe ser resuelto en el momento, en manos del camarógrafo, quien además de velar por el resultado in situ debe cargar con la cámara en los hombros como regla fundamental.

## Argumento
La trama de la película, que es solo el referente básico al que se han aferrado los actores para personificar sus papeles, consiste en la utopía de un hogar en el cual todos fingen ser deficientes mentales para así librarse de las ataduras de la sociedad.

## Reparto
- Bodil Jørgensen como Karen
- Jens Albinus como Stoffer
- Anne Louise Hassing como Susanne
- Troels Lyby como Henrik
- Nikolaj Lie Kaas como Jeppe
- Louise Mieritz como Josephine
- Henrik Prip como Ped
- Luis Mesonero como Miguel
- Knud Romer Jørgensen como Axel
- Trine Michelsen como Nana
- Anne-Grethe Bjarup Riis como Katrine
- Paprika Steen como chica de la clase
- Erik Wedersøe como tío Stoffer
- Michael Moritzen como hombre de la municipalidad
- Anders Hove como el padre de Josephine
- Lars von Trier (no acreditado) como el entrevistador

## Comentarios
- La película se proyectó sin el nombre de von Trier en los créditos finales, ya que una de las reglas del manifiesto no permite al director firmar su obra. Sin embargo, los exhibidores y los carteles publicitarios del film se encargaron de hacerlo saber al público, para conseguir así mayor repercusión mediática.

- Limitaron la libertad del director al exigir la censura de unas escenas sexuales explícitas de la película, pero se limitó a cubrirlas con unas barras negras.

- A pesar del éxito de la película y del movimiento Dogma, que fue extendido por todo el mundo, el director danés no realizó más obras siguiendo el decálogo.